# Гринбер, Анук
Ану́к Гринбе́р (также встречается Гринбе́рг; фр. Anouk Grinberg, род. 20 марта 1963, Уккел) — французская актриса театра и кино, писательница и художница.

## Биография
Дочь прозаика и драматурга Мишеля Винавера, правнучка видного русского политического деятеля начала XX века, члена I Государственной думы Максима Винавера. На театральной сцене с 13 лет, была занята в постановках крупных французских режиссёров. С того же времени играет в кино. Выступает с литературными чтениями на различных площадках, в том числе — на Авиньонском фестивале. В 2007 поставила в парижском Театр де ла Вилль пьесу Анжелики Ионатос Любовь и смерть. Выставки её живописных работ проходили в галереях Парижа и Брюсселя в 2009 и 2012 годах.

## Избранные роли

### В кино
- 1987 : Призрачная долина (Ален Таннер)
- 1988 : La fille du magicien (Клодин Бори; премия Мишеля Симона)
- 1989 : Зимний ребёнок (Оливье Ассаяс) : la sœur de Stéphane
- 1991 : Я больше не слышу гитары (Филипп Гаррель) : Adrienne
- 1991 : Спасибо, жизнь (Бертран Блие : Joëlle (премии Арлетти и Роми Шнайдер за лучшую женскую роль, номинация на премию Сезар)
- 1993 : Раз, два, три... замри! (Бертран Блие): Victorine (номинация на премию Сезар)
- 1994 : Sale gosse (Клод Мурьера; премия за лучшую женскую роль МКФ в Салониках)
- 1996 : Мужчина моей жизни (Бернар Блие, «Серебряный медведь» за лучшую женскую роль Берлинского МКФ, номинация на премию Сезар): Marie Abarth
- 1996 : Никому неизвестный герой (Жак Одиар) : Servane
- 2000: Зубы (Габриэле Сальваторес): Madre di Antonio
- 2003: Вселенский потоп/ La Prophétie des grenouilles (Жак-Реми Жирер): черепаха (голос)
- 2006 : Le Fil Rouge (Сара Мун, короткометражный)
- 2022 : Таинственное убийство (Доминик Молль): La Nuit du 12 судья

### В театре
- 1978 : Remagen Жака Лассаля по Анне Зегерс, постановщик Жак Лассаль, Авиньонский фестиваль, Театр Жерара Филипа
- 1982 : Faust ou La Fête électrique Гертруды Стайн, постановщик Ричард Форман, Théâtre de Gennevilliers
- 1983 : L’Ordinaire Мишеля Винавера, постановщики Ален Франсон и Мишель Винавер, Théâtre National de Chaillot
- 1984 : разбитый кувшин Генриха фон Клейста, постановщик Бернар Собель, Théâtre de Gennevilliers
- 1985 : Школа жён Мольера, постановщик Бернар Собель, Théâtre de Gennevilliers
- 1986 : Les Voisins Мишеля Винавера, постановщик Ален Франсон, Théâtre Ouvert
- 1990 : Мамочка и шлюха Жана Эсташа, постановщик Жан-Луи Мартинелли, Théâtre Daniel Sorano, Toulouse, театр MC93 Bobigny (премия Национального Синдиката критиков лучшей актрисе)
- 1991 : Время и комната Бото Штрауса, постановщик Патрис Шеро, театр Одеон
- 1998 : Chaos debout Вероники Ольми, постановщик Жак Лассаль, Авиньонский фестиваль, Théâtre des Abbesses
- 2001 : Конечная станция Фейдо Жоржа Фейдо, постановщик Дидье Безас, Théâtre de la Commune
- 2005 : Большой и маленький Бото Штрауса, постановщик Филипп Кальварьо, Théâtre des Bouffes du Nord
- 2006 : Rosa, la vie, письма Розы Люксембург, Théâtre de l’Atelier
- 2009 : Rosa, la vie, письма Розы Люксембург, Théâtre de la Commune, Théâtre Kleber Méleau Лозанна
- 2010 : Ложные признания Мариво, постановщик Дидье Безас, Théâtre de la Commune, Théâtre des Célestins, MC2, La Criée (премия Национального Синдиката критиков лучшей актрисе, номинация на премию Мольера лучшей актрисе)
- 2012—2013 : Молли Блум по Джойсу, Théâtre des Bouffes du Nord (номинация на премию Мольера лучшей актрисе)

### На телевидении
- 1986 : Le rapport du gendarme (реж. Клод Горетта)
- 1989 : Орестея Эсхила (реж. Бернар Собель)
- 1992 : Время и комната Бото Штрауса (реж. Патрис Шеро, номинация на премию Мольера лучшей актрисе)
- 2007 : Kaamelott — Livre V et VI (реж. Александр Астье): Anna de Tintagel, demi-sœur d’Arthur
- 2007 : Voici venir l’orage… (реж. Нина Компанеец) : Tatiana
- 2010 : Камю (реж. Лоран Жауи): Francine Camus

### Публичные чтения
- 1991 : Les Minutes du procès de Jeanne d’Arc (Авиньонский фестиваль)
- 2000 : Боль Маргерит Дюрас (Авиньонский фестиваль)
- 2001 : Язык Оливье Ролена (Авиньонский фестиваль)
- 2002 : Сказки Ханса Кристиана Андерсена (Arsenal de Brest)
- 2007 : Женщина Анни Эрно (Théâtre de la Commune)
- 2008 : Une vie bouleversée Элизабет Гаскелл (Festival d'Île-de-France)
- 2011 : Салемские ведьмы Артура Миллера (Festival des Mots, Toulouse)
- 2011 : Записные книжки Мэрилин Монро (Festival des Mots, Toulouse)
- 2012 : Поколение, принесенное в жертву — тексты Марины Цветаевой (Авиньонский фестиваль и программа France Culture)

## Признание
Лауреат несколько театральных и кинематографических премий. Кавалер французского Ордена искусств и литературы (2011).